# Agnita
Agnita (Duits: Agnetheln) is een stad in het district Sibiu, in het midden van Roemenië. Agnita heeft 12.115 inwoners, en mag zich een stad noemen sinds 1950. De stad ligt in het dal van de Hartibâci. Agnita is gesticht in 1280. Er bevinden zich een aantal oude kerken in de stad.
Vanaf de stichting van de stad door Transsylvaanse Saksen was de plaats het centrum van een Duitssprekende regio. Vanaf de jaren '30 werden de Roemenen steeds sterker in aantal en vanaf de jaren 60 en na 1989 vertrokken de Saksen in grote aantallen naar West-Duitsland na een aanwezigheid van 800 jaar in de regio.
In de 13e eeuw tot en met 1876 was de plaats onderdeel van een van de autonome gebieden van de Saksen: Cincu.
Tegenwoordig is Agnita een industrieel centrum waar huidproducten (schoenen), levensmiddelen, houtproducten en nog meer gemaakt wordt. In de buurt van Agnita ligt Copșa Mică, een van de meest vervuilde regio's van Europa.
Er is regelmatig contact tussen diverse instanties in Agnita met een actieve werkgroep van de kerken in Oosterbeek.

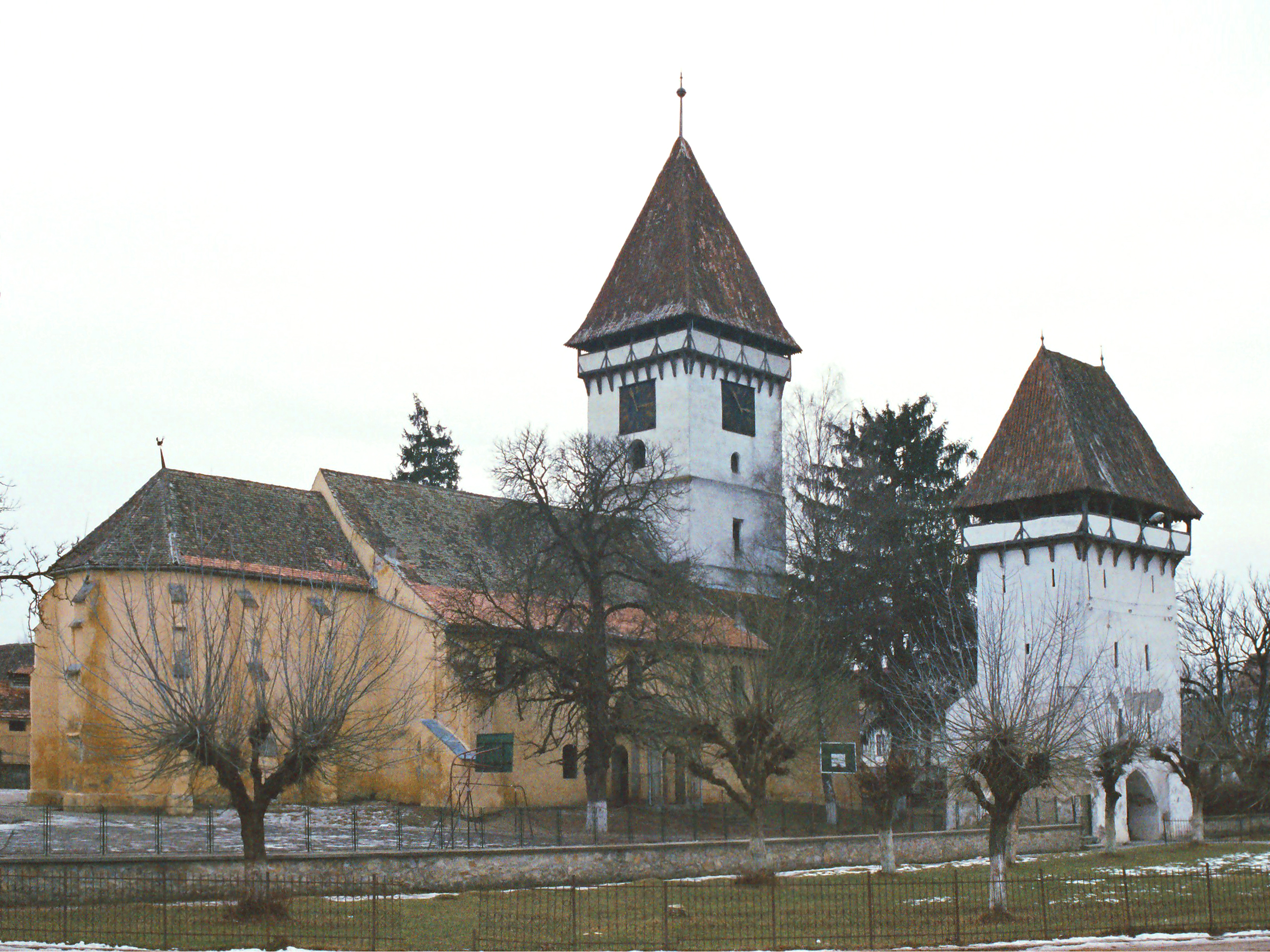
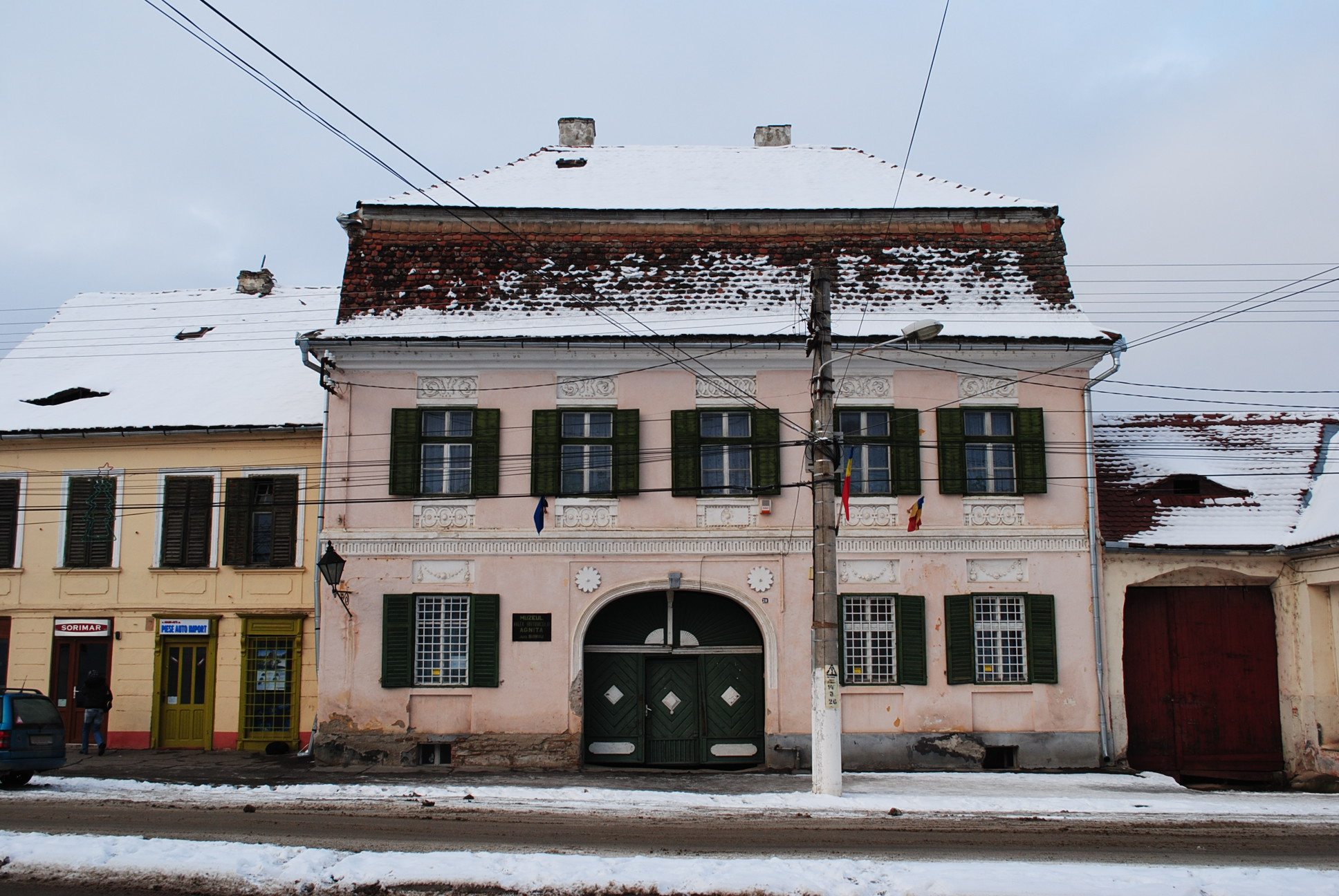
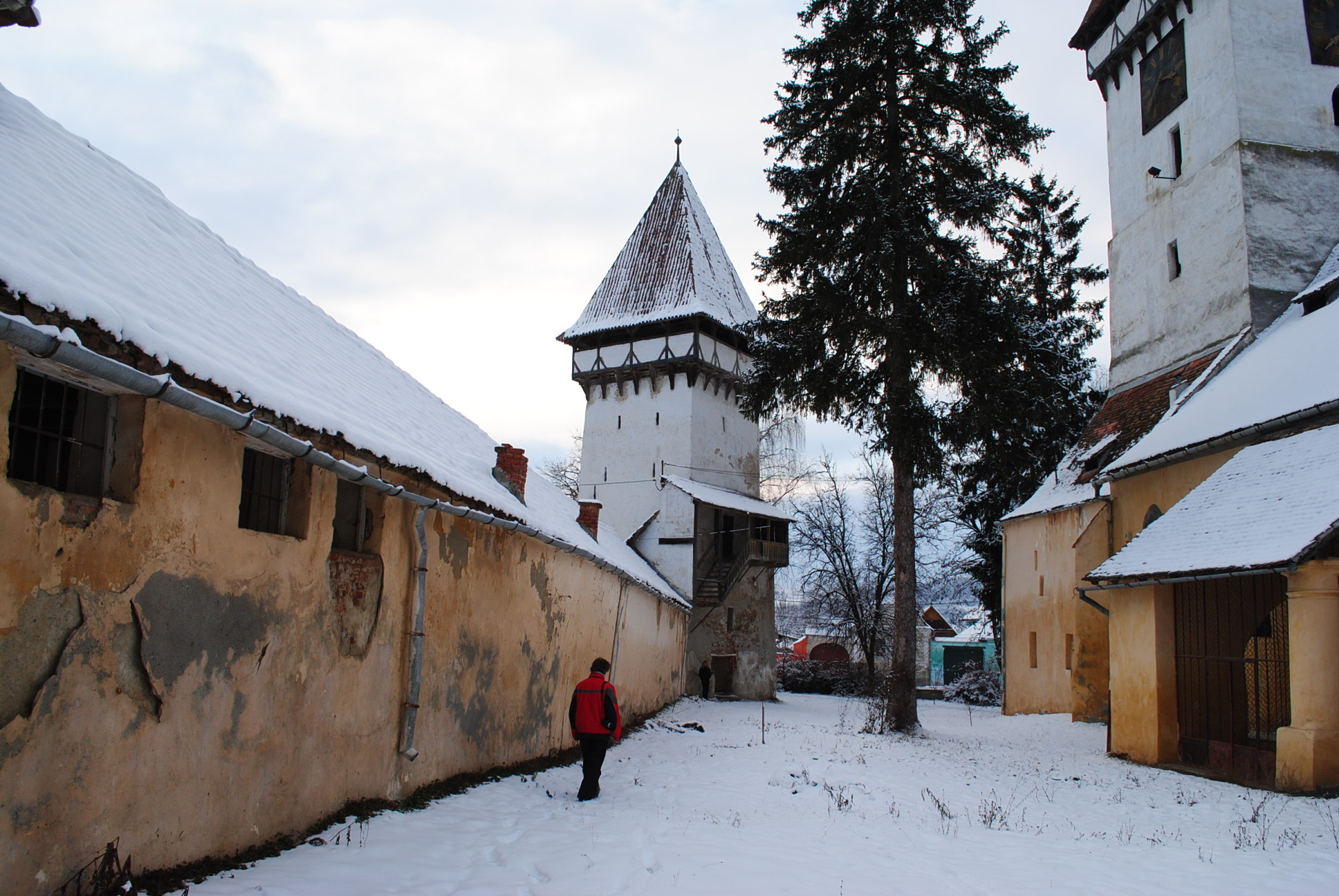
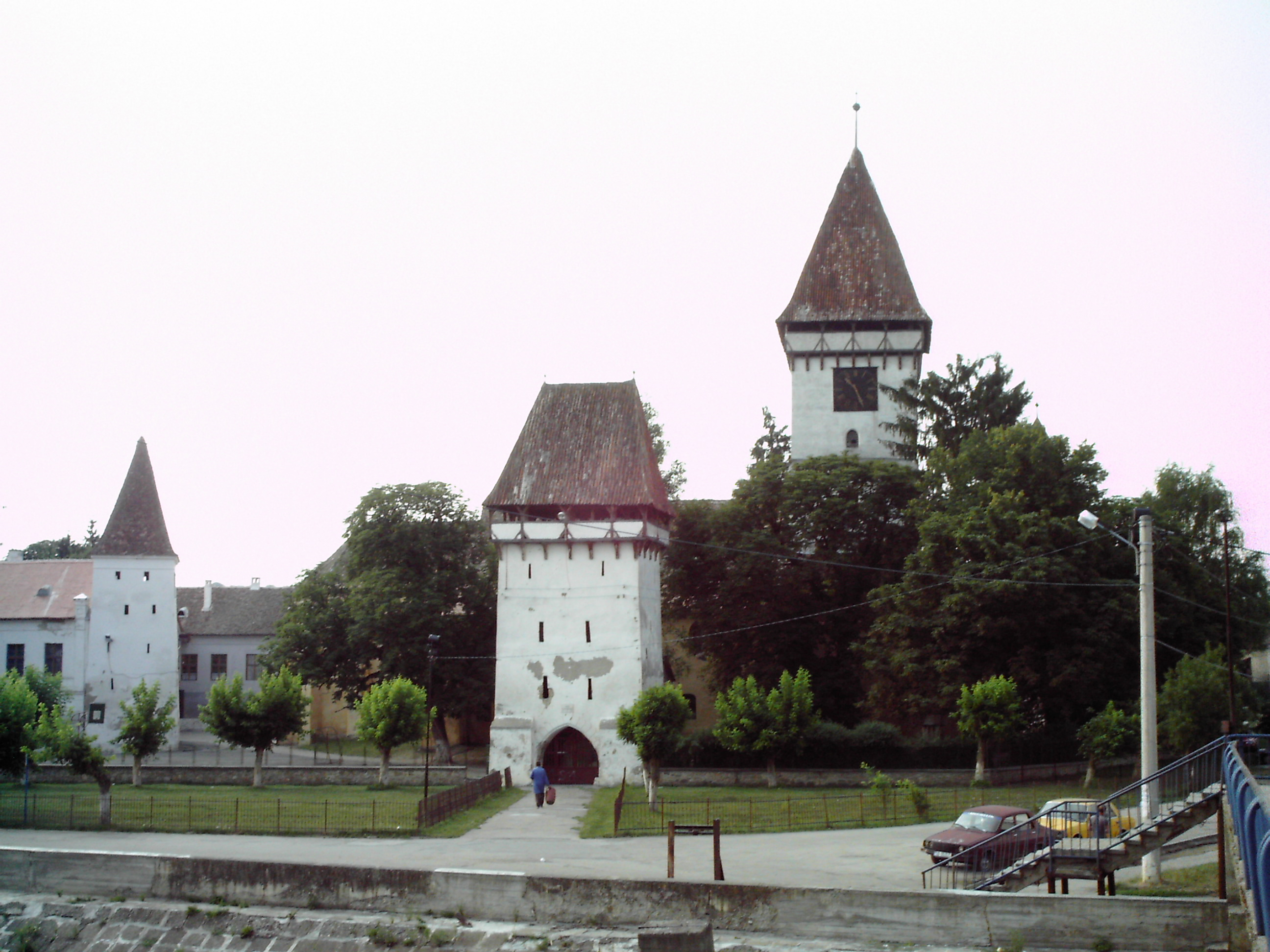